# Псковське повстання
Псковське повстання — повстання у Московському царстві в середині XVII століття. Приводом до повстання, що почалося 26—27 лютого (8—9 березня за новим стилем) 1650 року, стали зростання цін і спекуляція уряду хлібом. На кінець березня — початок квітня воєводу та інших офіційних осіб було заарештовано, влада в місті перейшла до повсталих. Органами влади стали мирський сход і земська ізба. Повстання підтримали жителі Новгорода, Псковського та сусідніх з ним повітів. У травні псковичі надіслали урядові кілька чолобитних, що включали ряд поміркованих вимог. У червні урядові війська блокували Псков. У ході повстання між різними соціальними групами його учасників загострилися суперечності. На час прибуття до міста [17 (27) серпня] делегації Земського собору, скликаного урядом Олексія Михайловича у зв'язку з повстанням, до керівництва прийшли ставленики посадської верхівки. Вони дійшли згоди з представниками делегації. Спроба біднішого населення почати нове повстання 20 (30) серпня виявилася невдалою. У кінці серпня царські війська зайняли Псков. У жовтні керівників заарештували й заслали.